# North American XA2J Super Savage
North American Aviation XA2J "Super Savage" là một mẫu thử máy bay cường kích hoạt động trên tàu sân bay chế tạo đầu thập niên 1950.

## Quốc gia sử dụng
Hoa Kỳ
- Hải quân Hoa Kỳ

## Tính năng kỹ chiến thuật (XA2J-1)
Đặc điểm tổng quát
- Chiều dài: 70 ft 3 in (21,42 m)
- Sải cánh: 71 ft 6 in (21,80 m)
- Chiều cao: 24 ft 2 in (7,37 m)
- Diện tích cánh: 836 ft² (77,7 m²)
- Trọng lượng rỗng: 35.350 lb (16.035 kg)
- Trọng lượng có tải: 46.890 lb (21.269 kg)
- Trọng lượng cất cánh tối đa: 61.200 lb (27.760 kg)
- Động cơ: 2 × Allison T40-A-6 kiểu turboprop, 5.035 eshp (3.756 kW)  mỗi chiếc

 Hiệu suất bay 
- Vận tốc cực đại: 451 mph (726 km/h)
- Tầm bay: 2.180 dặm (3.508 km)
- Trần bay: 37.500 ft (11.400 m)
- Vận tốc lên cao: 6.820 ft/phút (34,7 m/s)
- Tải trên cánh: 56 lb/ft² (274 kg/m²)
- Công suất/trọng lượng: 0,21 hp/lb (350 W/kg)

Trang bị vũ khí

- 10.500 lb (4.763 kg) vũ khí
- 2 pháo 20 mm